# HD 10362
HD 10362，又名BD+60 312，SAO 11931、HR 488，是一颗恒星，视星等为6.34，位于銀經129.06，銀緯-0.84，其B1900.0坐标为赤經1h 36m 8.7s，赤緯+60° -0.84′ 59″。